# 新潟県道355号仙見守門公園線
新潟県道355号仙見守門公園線（にいがたけんどう355ごう せんみすもんこうえんせん）は、新潟県三条市内を通る一般県道。笠堀ダムへのアクセス道路である。

## 概要

### 路線データ
- 起点：新潟県三条市大字笠堀字川前
- 終点：新潟県三条市大字笠堀（国道289号交点）

## 地理

### 通過する自治体
- 新潟県三条市

### 接続する道路
- （起点：三条市大字笠堀字川前、「笠堀ダム」左岸）
- 国道289号（終点：三条市大字笠堀）

### 周辺
- 笠堀川
- 笠堀ダム
- 五十嵐川
- 大谷ダム
- 奥早出粟守門県立自然公園
- 笠堀カモシカ生息地 - 国指定の天然記念物。当県道起点・笠堀ダムのダム湖（笠堀湖）奥に存在する。

## その他
- 路線名の「仙見」は、隣接する五泉市の地名（仙見谷）に由来する。